# Сичин
Сичин (пол. Syczyn) — село в Польщі, у гміні Вербиця Холмського повіту Люблінського воєводства. Населення — 429 осіб (2011).

## Історія
1564 року вперше згадується православна церква Преображення Господнього у Сичині.
За даними етнографічної експедиції 1869—1870 років під керівництвом Павла Чубинського, у селі здебільшого проживали греко-католики, які розмовляли українською мовою.

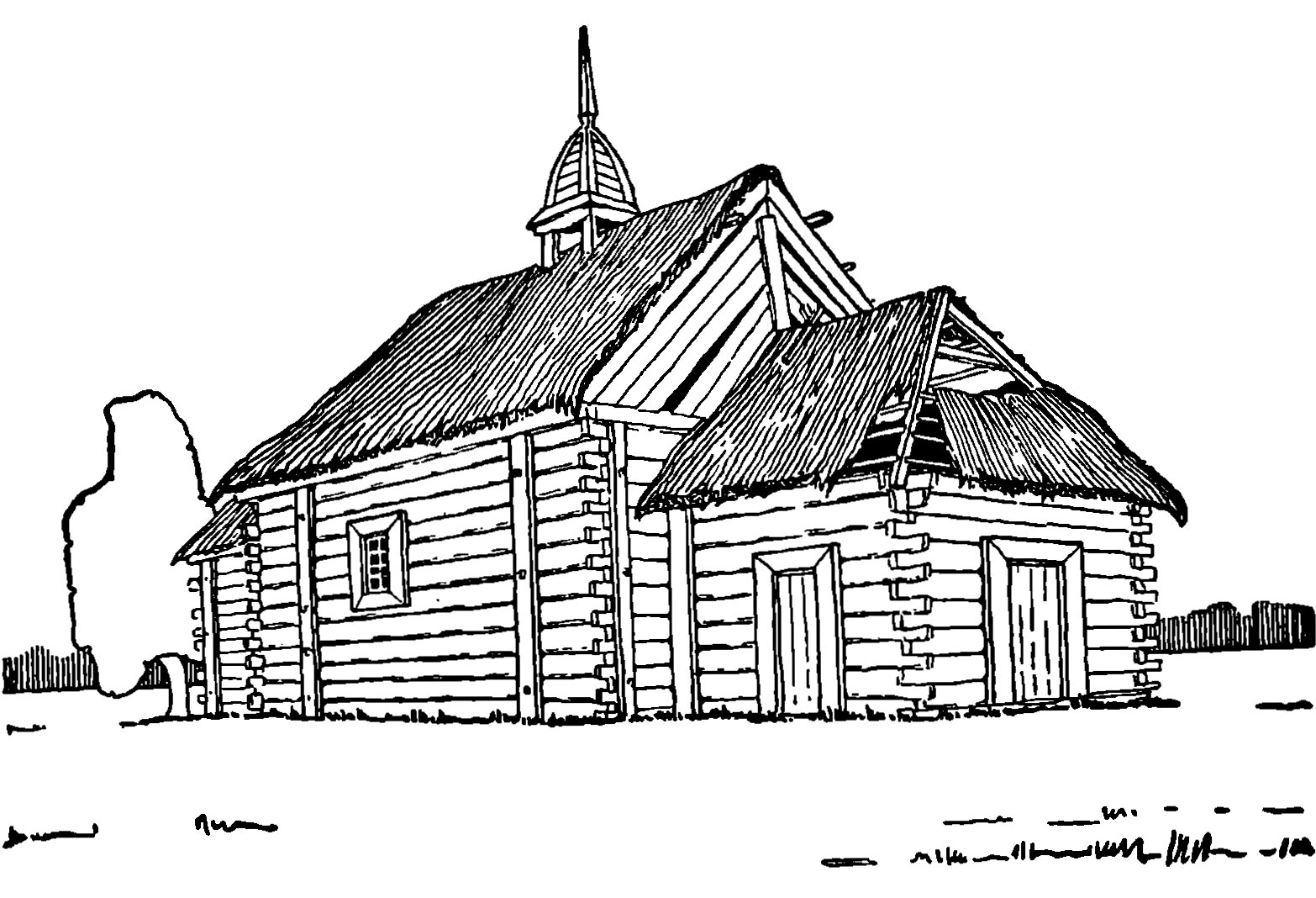
Українська православна Преображенська церква в Сичині, рисунок 1941 року Леоніда Маслова з давнішого оригіналу

1872 року місцева греко-католицька парафія налічувала 374 вірян.
У 1897 році зведена нова дерев'яна церква.
У 1921 році село входило до складу гміни Вільхівці Холмського повіту Люблінського воєводства Польської Республіки.
За переписом населення Польщі 10 вересня 1921 року в селі налічувалося 109 будинків та 556 мешканців, з них:
- 275 чоловіків та 281 жінка;
- 418 православних, 73 римо-католики, 47 юдеїв, 18 євангельських християн;
- 410 українців, 95 поляків, 47 євреїв, 4 особи іншої національності.

У 1930 році господар Василь Филипчук балотувався на виборах до Сейму від Українського Виборчого Блоку #11, від села Сичин. 
Перед 1932 роком спалена дерев'яна православна церква 1897 року.
У 1943 році в селі проживало 605 українців і 62 поляки.
У 1975—1998 роках село належало до Холмського воєводства.

## Населення
Демографічна структура станом на 31 березня 2011 року:
|          | Загалом | Допрацездатний вік | Працездатний вік | Постпрацездатний вік |
| -------- | ------- | ------------------ | ---------------- | -------------------- |
| Чоловіки | 225     | 50                 | 148              | 27                   |
| Жінки    | 204     | 48                 | 102              | 54                   |
| Разом    | 429     | 98                 | 250              | 81                   |